# 笠岡シーサイドモール
笠岡シーサイドモールは、せとうちエステート株式会社が運営するショッピングセンターである。

## 概要
JR笠岡駅の南に隣接する株式会社せとうちエステートが運営する大型ショッピングセンター。
核テナントに食品中心のスーパーマーケット・マルナカ、100円ショップのザ・ダイソー、手芸店のウエスギ、ドラッグストア等の25店の専門店から成る。
コーナンのシンボルマークが入るまでは、シーサイドモールのシンボルマークにシキボウのトレードマークが使われていた。
- 建築面積 － 13,215.36平方メートル
- 建物構造 － RC造 地上2階建て
- 駐車場 － 1,000台

## 歴史
- 1979年11月16日 - 敷島紡績笠岡工場の跡地にニチイ笠岡店を核テナントに開店。
- 1997年6月25日 - 笠岡サティとしてリニューアルオープン
- 2002年5月31日 - 笠岡サティ閉店。
- 2002年7月 - マルナカ、ザ・ダイソー、ウエスギが核テナントとして開店。
- 2004年10月16日 - 玉野競輪場場外車券売場「サテライト笠岡」を設置。
- 2016年12月9日 - 山陽オートレース場場外車券売場「オートレース笠岡」を設置。
- 2019年12月9日-星野珈琲店笠岡店が開店。
- 2021年3月−ミスタードーナツ笠岡ショップリニューアルオープン
- 2021年12月10日-所有会社の笠岡マルセン開発株式会社が株式会社せとうちエステートに社名変更。
- 2023年8月20日-ガイア閉店

## 主要テナント
- 1F　総合食料品と住まい・暮らし コーナン＆専門店街
  - マルナカ
  - ココカラファインドラッグセガミ
  - ケンタッキーフライドチキン
  - ミスタードーナツ
  - サテライト笠岡
  - オートレース笠岡
  - 星乃珈琲店
  - ハニーズ
  - コーナン
  - 潮まちTERRACE Tourist Information & Café
- 2F　ファッションと子供の街 ゲームランド
  - ウエスギ
  - ダイソー
  - プラザパル

## 周辺
- JR山陽本線 笠岡駅
- 国道2号
- 日本遺産笠岡諸島